# فرودگاه بین‌المللی برلینگتون
فرودگاه بین‌المللی برلینگتون (به انگلیسی: Burlington International Airport) یک فرودگاه همگانی بهره‌برداری هوایی با کد یاتا BTV است که یک باند فرود آسفالت و بتن دارد و طول باند آن ۲۵۳۶ متر است. این فرودگاه در شهر برلینگتون کشور ایالات متحده آمریکا قرار دارد و در ارتفاع ۱۰۲ متری از سطح دریا واقع شده‌است.

## شرکت‌های هواپیمایی و مقصدهای پروازی
| شرکت‌های هواپیمایی | مقصدهای پروازی                                                 |
| ----------------- | -------------------------------------------------------------- |
| امریکن ایگل       | شارلوت داگلاس، لاگواردیا، فیلادلفیا، ملی رونالد ریگان واشینگتن |
| دلتا ایرلاینز     | هارتسفیلد-جکسون آتلانتا                                        |
| دلتا کانکشن       | متروپولیتن شهرستان وین دیترویت، لاگواردیا                      |
| جت‌بلو             | جان اف کندی                                                    |
| پورتر ایرلاینز    | فصلی: شهری بیلی بیشاپ تورنتو                                   |
| یونایتد ایرلاینز  | فصلی: اوهر شیکاگو                                              |
| یونایتد اکسپرس    | اوهر شیکاگو، لیبرتی نیوآرک، دالس واشینگتن                      |